# Mangala Narlikar

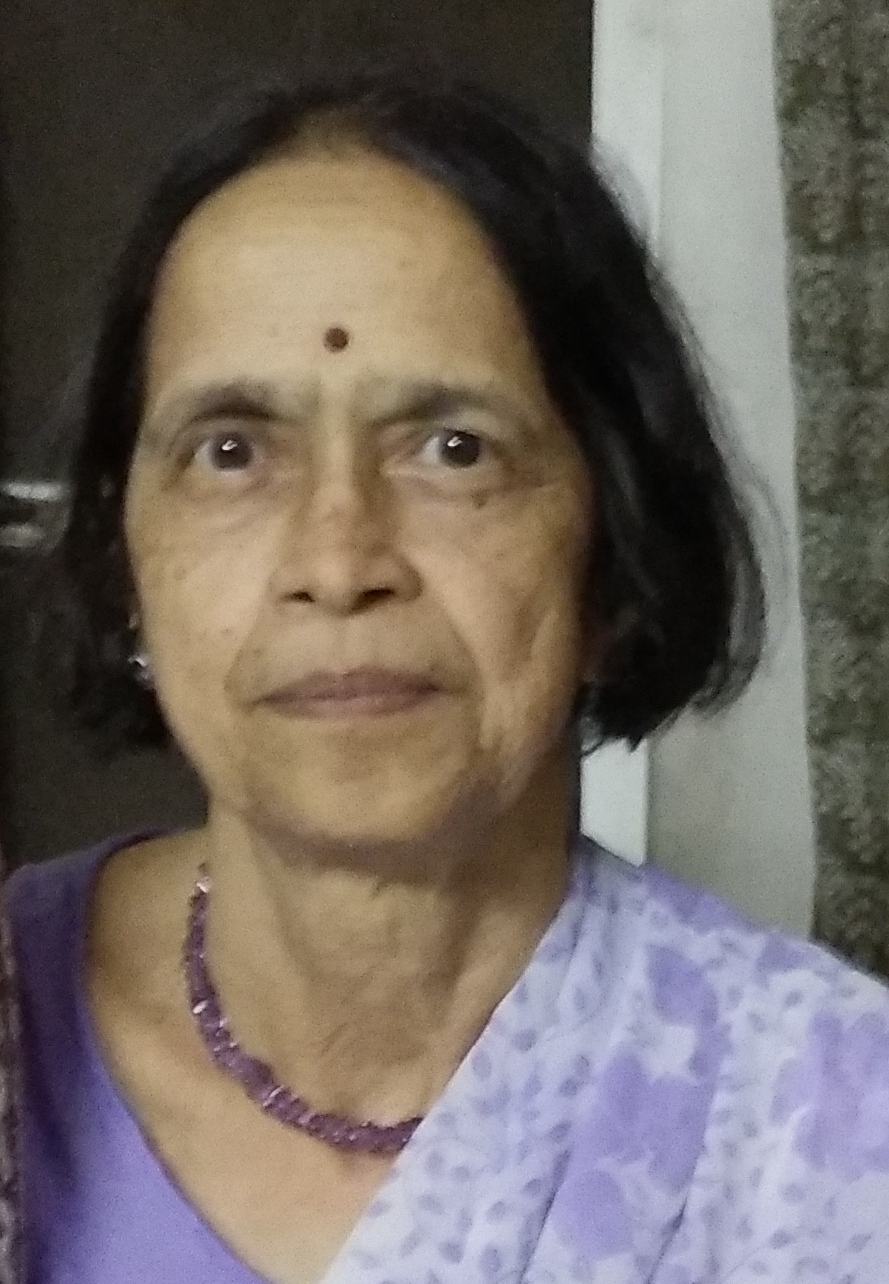
Mangala Narlikar (2017)

Mangala Narlikar (* 17. Mai 1943 in Mumbai, Indien, als Mangala Rajwade; † 17. Juli 2023 in Pune) war eine indische Mathematikerin und Hochschullehrerin. Nach ihrem Mathematikstudium arbeitete sie zunächst am Tata Institute of Fundamental Research (TIFR) in Mumbai und später als Dozentin an der University of Bombay und der Savitribai Phule Pune University.

## Leben und Werk
Narlikar wurde als Mangala Rajwade in eine Familie geboren, die unabhängig vom Geschlecht großen Wert auf Bildung legte. Sechs Monate nach ihrer Geburt erlag ihr Vater einem Krebsleiden und sie wurde von ihrer Großmutter erzogen, während ihre Mutter die Ausbildung zur Ärztin abschloss.
Narlikar studierte Mathematik an der University of Mumbai und erhielt dort 1962 den Bachelor of Arts und 1964 den Master of Arts. Von 1964 bis 1966 arbeitete sie als Research Student und Research Associate an der School of Mathematics des Tata Institute of Fundamental Research (TIFR) in Mumbai.
1966 heiratete sie den Astrophysiker Jayant Narlikar und zog mit ihrem Mann für sechs Jahre nach Cambridge, England. Während dieser Zeit brachte sie dort zwei Töchter zur Welt. Von 1967 bis 1969 unterrichtete sie an der Undergraduate School der University of Cambridge.
Von 1974 bis 1980 arbeitete sie erneut an der Fakultät für Mathematik des TIFR. Nach der Geburt ihrer dritten Tochter promovierte sie 16 Jahre nach ihrer Heirat. Sie fertigte 1981 ihre Dissertation bei Kanakanahalli Ramachandra in Mathematik an der University of Bombay zur analytischen Zahlentheorie an. Aufgrund dieser Zusammenarbeit ist ihre Erdöszahl zwei. Nach ihrer Promotion arbeitete sie von 1982 bis 1985 weiterhin am TIFR als Pool Officer in der Fakultät für Mathematik am Department of Mathematics der University of Bombay. Von 1989 bis 2002 lehrte sie in regelmäßigen Abständen am Mathematics Department der University of Pune und von 2006 bis 2010 am Bhaskaracharya Pratishthan Center.
Sie hat eine Reihe von Büchern und Artikeln auf Englisch und Marathi zu mathematischen Themen veröffentlicht. 2002 erhielt sie den Vishwanath-Parvati-Gokhale-Preis für ihr Marathi-Buch Gargi Ajun Jeevant Aahe. 2017 wurde sie mit dem Suryadatta Lifetime Achievement ausgezeichnet.
Narlikar starb am 17. Juli 2023 im Alter von 80 Jahren in Pune.

## Veröffentlichungen (Auswahl)
- On a theorem of Erdos and Szemeredi. Hardy Ramanujan Journal 3, S. 41, 1980.
- On the Mean Square Value theorem of Hurwitz Zeta function. Proceedings of Indian Academy of Sciences 90, S. 195, 1981.
- Hybrid mean Value Theorem of L-functions. Hardy Ramanujan Journal 9, S. 11–16, 1986.
- On orders solely of Abelian Groups, Bulletin of London Mathematical Society, 20, S. 211–216, 1988.
- Dosti Ganitashi! – Marathi. Saket Prakashan Pvt Ltd, 2017, ISBN 978-93-5220-003-0.
- Ganit Gappa (Part 1). Rajhans Prakashan, 2014, ISBN 978-81-7434-748-0.